# European Academy of Paediatrics
De European Academy of Paediatrics (EAP) is een professionele organisatie die zich richt op het bevorderen van de gezondheid en het welzijn van kinderen in Europa. Het fungeert als een platform voor kinderartsen en andere gezondheidsprofessionals die betrokken zijn bij kindergezondheid om samen te werken, kennis te delen en de standaarden van zorg te verbeteren.
De EAP richt zich op een breed scala aan kindergeneeskundige kwesties, waaronder klinische zorg, onderzoek, onderwijs en belangenbehartiging.
Naast EAP bestaat er ook nog de European Society of Paediatric and Neonatal Intensive Care (ESPNIC) en European Society for Paediatric Research (ESPR). Deze organisaties werken samen en organiseren samen bijeenkomsten.

## Activiteiten
Enkele van de activiteiten van de European Academy of Paediatrics zijn:
- Conferenties en congressen[4]: De EAP organiseert conferenties en congressen waar kinderartsen en experts uit heel Europa en daarbuiten samenkomen om onderzoeksresultaten te presenteren, klinische gevallen te bespreken en inzichten te delen in de kindergezondheidszorg.
- Onderwijs en training.
- Onderzoek en publicaties: De academie ondersteunt onderzoek op verschillende gebieden van de kindergeneeskunde en publiceert richtlijnen, standpuntpapers en andere bronnen om de klinische praktijk en beleidsvorming te informeren.